# ファルカリンジオール
ファルカリンジオール (Falcarindiol) は、ニンジンの根で見られる、抗菌活性を持つポリアセチレン構造を有する化合物である。
ニンジンの苦味の主成分となっている。ファルカリンジオールやその他のファルカリンジオール型のポリアセチレンは、イノンドやパセリなど、セリ科のニンジン以外の植物でも見られる。さまざまな生理活性が報告されており、健康増進代謝作用があると考えられることから、サプリメントとして研究されている。